# لاگوچیلین

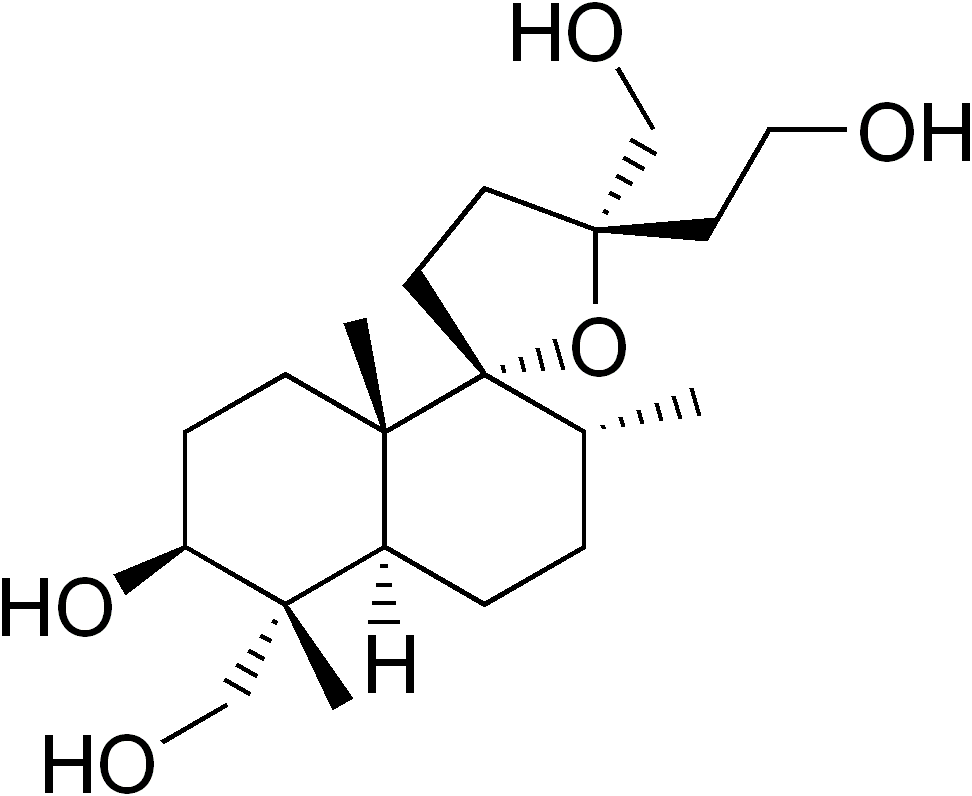
ساختار شیمیایی لاگوچیلین

لاگوچیلین (به انگلیسی: Lagochilin) با فرمول شیمیایی C20H36O5 یک ترکیب شیمیایی با شناسه پاب‌کم 10589 است. که جرم مولی آن ۳۵۶٫۴۹۵ گرم بر مول می‌باشد. شکل ظاهری این ترکیب، بلورهای جامد است.